# Mari Kiviniemi
Mari Kiviniemi (ur. 27 września 1968 w Seinäjoki) – fińska polityk, posłanka do Eduskunty, minister, przewodnicząca Partii Centrum, od 2010 do 2011 premier Finlandii, zastępca sekretarza generalnego Organizacji Współpracy Gospodarczej i Rozwoju.

## Życiorys
W 1988 zdała egzamin maturalny. W 1994 uzyskała magisterium z nauk społecznych na Uniwersytecie Helsińskim. Na początku lat 90. była sekretarzem generalnym związku studentów działającego przy Partii Centrum. Odbywała staż w zakresie ochrony konkurencji.
W 1995 uzyskała po raz pierwszy mandat posłanki do Eduskunty z Vaasy. Od tego czasu skutecznie ubiegała się o reelekcję w kolejnych wyborach parlamentarnych z Helsinek (w 1999, 2003, 2007 i 2011). W latach 2004–2005 pełniła funkcję doradcy Mattiego Vanhanena do spraw polityki gospodarczej. We wrześniu 2005 weszła w skład jego gabinetu, obejmując na czas nieobecności Pauli Lehtomäki stanowiska ministra handlu zagranicznego i rozwoju oraz ministra w kancelarii premiera (do marca 2006). Ponownie powołano ją do rządu w kwietniu 2007, kiedy to została ministrem administracji publicznej. Funkcję tę pełniła do czerwca 2010. Do stycznia 2008 była też ministrem w ministerstwie spraw wewnętrznych.
12 czerwca 2010 została przewodniczącą Partii Centrum, a tym samym kandydatką na przyszłego premiera Finlandii w miejsce Mattiego Vanhanena, który złożył rezygnację z przyczyn zdrowotnych. 22 czerwca 2010 fiński parlament zatwierdził jej kandydaturę na tym stanowisku. Mari Kiviniemi otrzymała poparcie od wszystkich dotychczasowych koalicjantów, tj. macierzystej Partii Centrum, Szwedzkiej Partii Ludowej, Partii Koalicji Narodowej i Ligi Zielonych. W wyborach w 2011 jej ugrupowanie zajęło czwarte miejsce, po czym przeszło do opozycji. 22 czerwca tego samego roku Mari Kiviniemi zakończyła urzędowanie jako premier Finlandii, została zastąpiona przez Jyrkiego Katainena. 9 maja 2012 na funkcji przewodniczącej partii zastąpił ją Juha Sipilä.
W 2014 objęła stanowisko zastępcy sekretarza generalnego OECD.
W 1996 poślubiła przedsiębiorcę Juhę Mikaela Louhivuoriego, z którym ma dwoje dzieci: córkę Hannę (ur. 1997) i syna Anttiego (ur. 2000).